# エクスアストリス
『エクスアストリス』は、 Hypergryphが開発しGRYPHLINEより2024年2月27日に配信されたスマートデバイス（Android/iOS）向けゲームソフト。Hypergryphのゲームタイトルでは初の買い切り型ソフトとなる。
内容は宇宙を舞台とした3Dロールプレイングゲーム。戦闘システムはターンベースのリアルタイムバトルを採用している。

## あらすじ
本作の物語の舞台となるのは、自転と公転の周期を等しくし、恒星に対して常に同じ面を向けている惑星。そこには高度に発達した文明が存在し、他の宇宙文明からの影響を一切受けていない。『当該星域における個人的降下および商業活動に対する禁止法案』が発布される以前から、人類はこの惑星に見切りをつけていたが、ごく一部の人々はまだここで真相を探っている 。
ゲームの主人公は地球からの調査員であり、異星に上陸して情報を収集するタスクを受け取った後、異星の人々と出会い、共に旅をすることになった。

## 戦闘システム
本作の戦闘システムはターン制バトルをベースに、リアルタイムによるアクション要素を取り入れたものとなっている。キャラクターがスキルを使うたびに、「アクションポイント」を1つ消費する。また、戦闘中には「連続技」が使用でき、戦闘前にプレイヤーがキャラクターのスキルセットを設定し、敵の状況に応じて柔軟に活用することが可能 。
プレイヤーが敵ターン中にキャラクターアイコンを押すと、防御させてダメージを減らすことができる。さらに、タイミングよくカウンターボタンを押せば相手に反撃することも可能。

## 制作
「エクスアストリス」の開発をてがけるNOUS WAWE STUDIOはHypergryph所属スタジオである。2021年9月15日にティーザーPVとゲームプレイ動画が公開された。また、「エクスアストリス」は9月30日～10月3日に開催された東京ゲームショウ2021(TGS 2021)にHypergryphブースで出展された。 